# Au nom d'Emma
Pour plus de détails, voir Fiche technique et Distribution.
Au nom d'Emma est un téléfilm français réalisé par Ionut Teianu.
Cette fiction en deux parties, librement inspirée de l'affaire de la Josacine empoisonnée, est une production de Jungle Films pour M6,,,.

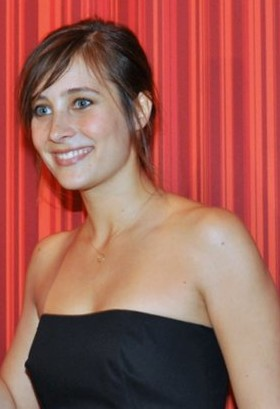
Julie de Bona.

## Fiche technique
Sauf indication contraire, les informations mentionnées dans cette section peuvent être confirmées par la base de données cinématographiques Allociné,  présente dans la section « Liens externes ».
- Titre français : Au nom d'Emma
- Réalisation : Ionut Teianu[1],[2],[5]
- Production : Manuela Rutten
- Société de production : Jungle Films[1],[2]
- Société de diffusion : M6[1],[2],[6],[7],[5]
- Pays de production :  France
- Langue originale : français
- Format : couleur
- Genre : Drame[6]
- Durée : deux épisodes de 45 minutes[2],[4],[5]
- Dates de première diffusion :

## Distribution
- Julie de Bona : Claire, la mère d'Emma
- Alysson Paradis : Sophie, la mère du petit Marius
- Charlie Dupont : Jean-Baptiste Debarre, le maire du village
- Moïse Santamaria
- Martin Swabey
- Stéphanie Goemaere
- Charly Pasquasy

## Production

### Genèse et développement
Le téléfilm, qui se découpe en deux épisodes de 45 minutes, est réalisé par Ionut Teianu pour M6 et est librement inspiré de l'affaire de la Josacine empoisonnée,,,,, une affaire judiciaire française datant de 1994.
La production est assurée par Manuela Rutten.

### Tournage
Le tournage se déroule du 7 au 29 octobre 2024 en Belgique dans la région de Liège,,,.